# Història del cinema a Galícia

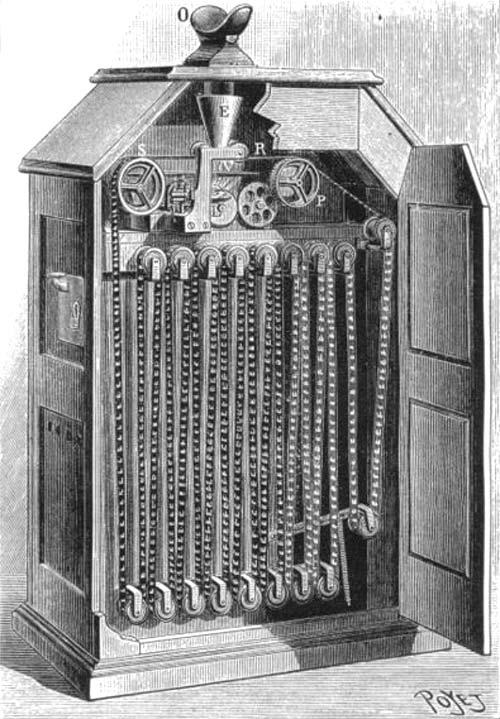
Vista interior d'un quinetògraf amb una mira a la part superior del dispositiu.

La història del cinema a Galícia va començar el 2 de setembre de 1896, amb una exposició al Teatro-Circo Coruñés de la ciutat de La Corunya.

## Història

### Inicis del cinema
Al llarg del segle xix, es van realitzar exposicions itinerants amb aparells antecedents de cinema a les principals ciutats gallegues, com llanternes màgiques o ombres xineses. La primera exposició d'imatges en moviment a Galícia va tenir lloc al Teatro-Circo Coruñés el 2 de setembre de 1896. Aquest espectacle va ser representat per un quinetògraf, una invenció de Thomas Edison i, segons informes de premsa, les pel·lícules mostrades eren algunes de les realitzades per Robert William Paul com «The Derby». Tot i que es va anunciar la presència de l’aparell a Ferrol i Santiago de Compostel·la, aquestes exposicions no es van dur a terme a causa de la manca de locals adequats.
L'invent dels germans Lumière, el cinematògraf, va arribar a Galícia l’any següent. El 17 d'abril de 1897 es va instal·lar un aparell procedent de Portugal a la ciutat de Pontevedra, amb l'operador César Marqués i l'actor Alexandre Pais de Azevedo com a representants de la Casa Lumière i que exhibia títols com El regador regat, L'Arrivée d'un train en gare de La Ciotat, Batalla de neu i Bombers a Londres. La projecció va ser animada per l’orquestra local, un guitarrista i un bandurrista i en algunes projeccions també es va recitar un monòleg per part d'Azevedo. Va romandre a la ciutat fins al dia 25 i després va recórrer altres ciutats gallegues: Tamberlick a Vigo el 29 d'abril, Tui el 13 de maig, La Corunya el 23 de maig, Ferrol 16 de juny i Lugo 7 de juliol.
El primer operador que va filmar a Galícia va ser José Sellier. Aquest fotògraf de la Corunya, d'origen francès, va comprar als germans Lumière un cinematògraf amb el qual exhibia pel·lícules al seu estudi de la rúa de Santo André de la Corunya. Per als espectacles va rodar les primeres pel·lícules gallegues, com Orzán, oleaje, Fábrica de gas o Plaza de Mina. Entre elles destaca Entierro del General Sánchez Bregua, ja que és possible conèixer la data del rodatge, 20 de juny de 1897.
Durant els anys següents, el cinema es va projectar a Galícia, com a la resta d’Europa, en el marc de fires i festivals locals dirigits per operadors ambulants com Matías Sánchez Hernández o Antonio Sanchís, generalment en pavellons o barraques provisionals de fusta cobertes amb lones. Algunes representacions es van fer a teatres com el Teatro Principal de la Corunya o el Teatro Rosalía de Castro de Vigo, però van ser escasses perquè es consideraven un espectacle que desacreditava aquests espais. En aquest moment (1905-1906) va realitzar les seves pel·lícules José Pradera, en la seva majoria de temàtica local corunyesa i seguint el model iniciat per José Sellier. El 1906, Pradera es va establir a Valladolid.

### Triomf del cinema

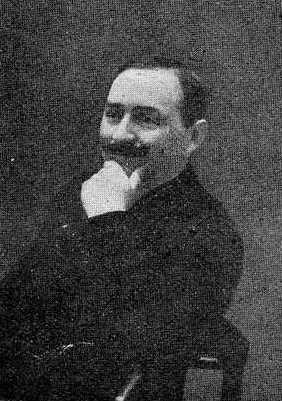
Isaac Fraga, retrat a Vida Gallega, 1917.

,Entre 1906 i 1908 van desapareixent les barraques ambulants de les ciutats i viles gallegues alhora que es construeixen pavellons concebuts per exhibicions de projeccions cinematogràfiques dins d'un programa general de varietats i dins dels teatres. Així, van sorgir el Pavelló Lino (1906) a la Corunya, promogut per Lino Pérez Lastres; el Pavelló New England (1906) de Vicente Auboín Barcón, a Ferrol; i el Pavelló Pinacho (1907) d'Isidro Pinacho, a Vigo. El 1908, Eduardo Villardefrancos va inaugurar el Saló París a la rúa Real, considerada la primera estructura permanent de l'exposició cinematogràfica a Galícia i que va estar en funcionament fins al 1999.
A la dècada de 1910 es van començar a projectar els primers llargmetratges que necessitaven un comentarista. En aquella època triomfaven les pel·lícules procedents de França, com la sèrie Les Vampires i des de l'estrena de Quo Vadis?, que va ser un èxit a tot Europa, es van posar de moda les pel·lícules colossals italianes. L'empresari Isaac Fraga va aconseguir convertir-se en l'expositor exclusiu de la pel·lícula a Galícia. Fraga, que havia entrat a la indústria del cinema amb l'establiment el 1909 d'un pavelló a Santiago de Compostel·la, es va convertir en la figura dominant de l'exhibició a Galícia durant diverses dècades i fins i tot va comprar el Teatro Jofre el 1919. L'altra figura de l'exposició gallega d'aquells anys era Antonio Méndez Laserna, que llogava locals per projeccions i va donar suport a la fundació de la productora Celta Film. La seva mort en un accident el desembre de 1928 va deixar a Fraga gairebé tot el mercat gallec.
El començament de la Primera Guerra Mundial va influir de diverses maneres en el cinema de Galícia. D'una banda, atesa la neutralitat d'Espanya, es van emetre documentals de propaganda pels dos bàndols als cinemes gallecs. D'altra banda, a causa dels problemes de rodatge a Europa, les pel·lícules americanes van guanyar posicions.
Durant aquestes dècades, uns quants pioners gallecs van filmar documentals, de vegades encarregats per homes de negocis (Villardefrancos, Pinacho), com el gran èxit Botadura del España, rodat per José Gil y Gil a Ferrol. Gil també va ser l'autor de la primera pel·lícula de ficció gallega que es conserva, Miss Ledyia, datada el 1916 amb un guió de Rafael López de Haro i en la qual va participar Castelao com a extra
La importància de l'exhibició de pel·lícules es posa de relleu en l’augment de la sala de cinema a les ciutats i l’augment de l'espai dedicat a la premsa al cinema equiparant-se a les estrenes teatrals, però també en l’increment de la crítica a la ciutat en nom dels bons costums. També es va beneficiar de la crisi del teatre a partir del 1920, que va provocar que molts teatres programessin més cinema que teatre. Així, el teatre Rosalía de Castro de la Corunya va començar a projectar pel·lícules periòdicament a partir de 1915 i quan es va construir el Teatro García Barbón s'hi va habilitar una sala de cinema.

### L'arribada del sonor

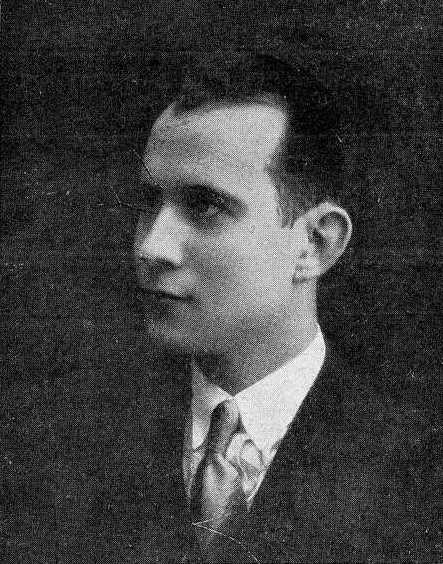
Enrique Barreiro, retrat a Vida Gallega, 1927.

La primera sessió de cinema sonor a Espanya va tenir lloc el setembre de 1929, però el problema d'adequació a les sales dels seus equips explica el retard en arribar a Galícia. El cinema sonor va arribar a Galícia el 14 de març de 1930, el dia de l'estrena a Vigo de The Singing Fool, de Lloyd Bacon, amb Al Jolson. Anteriorment, s'havien fet exposicions sonores amb el sistema Hispano de Forest Fono Film. Al llarg d'aquest any va arribar a les altres ciutats gallegues, excepte Lugo, que va arribar el maig de l'any següent. El 1931 també es va establir a ciutats com Ortigueira, O Porriño i Tui.
Tanmateix, molts teatres mantenien sessions de cinema mut, i el 1935 només la meitat dels cinemes gallecs eren adaptades per a la programació de cinema sonor. Amb l'arribada del sonor, també va arribar el cinema americà de manera massiva, més de la meitat del cinema projectat a Galícia durant la Segona República era nord-americà i els diaris van començar a informar sobre aquestes pel·lícules i les estrelles de Hollywood.
Durant la dècada de 1930 es van crear els primers cineclubs, impulsats per associacions culturals o missions pedagògiques. El 1932 es van fundar els Comitès de Cooperació Intel·lectual, que projectaven pel·lícules a ciutats gallegues fora de cinemes comercials, de vegades a causa de la censura.
Dues productores gallegues van realitzar pel·lícules en la mateixa dècada: Galicia Cinegráfica, de José Gil y Gil, a Vigo, i Casa Folk, fundada a Pontevedra pels germans Ramón i Enrique Barreiro, ambdues empreses es van centrar en documentals i pel·lícules informatives. Així, la casa Folk va rodar Hacia una Galicia mejor, com a senyal de la necessitat d'autonomia. Les darreres pel·lícules d'aquestes productores es van projectar el 1935. En aquesta època començaren la seva carrera els directors Antonio Román (Terra Meiga, 1932), Carlos Velo (Galicia Saudade, 1936) i José Suárez (Mariñeiros, 1936). Després de la guerra civil, no es van crear productores a Galícia, contràriament al que va passar a altres regions.
Durant la guerra civil els cinemes gallecs van continuar funcionant donant una imatge de normalitat. Les dificultats per adquirir noves pel·lícules van provocar que els teatres tornessin a emetre pel·lícules antigues i augmentessin la presència de pel·lícules espanyoles, que fins aleshores havien estat minoritàries. Els primers mesos es projectaven pel·lícules com El bailarín y el trabajador i La hija de Juan Simón, que van ser prohibides posteriorment per la Junta de Censura Cinematogràfica. Aquest organisme, creat per evitar diferències d’opinions a l’àmbit nacional, es va crear el 21 de març de 1937, amb una de les seves seus a La Corunya
Després de la guerra civil, no es van crear empreses productores a Galícia, contràriament al que va passar en altres regions. Es van filmar noticiaris i documentals, entre els que val la pena assenyalar O carro e o home (1940-1945), dirigit per Antonio Román sobre una idea de Xaquín Lorenzo. L'existència d'alguns professionals d'origen gallec en la indústria cinematogràfica, com Cesáreo González, fundador de Suevia Films, o Adolfo i Ramón Torrado Estrada va fer que es rodessin pel·lícules de temàtica galelga, generalment plenes de tòpics. Algunes de les pel·lícules més reeixides rodades a Galícia van ser Botón de ancla (1948) o Cotolay (1965). Dins del tríptic elemental d'Espanya del cineasta experimental José Val del Omar s'incloïa un curtmetratge dedicat a Galicia titulat Acariño galaico (1964). Cal destacar per la seva qualitat El bosque del lobo, de Pedro Olea (1971), basat en una novel·la de Carlos Martínez-Barbeito.

### Des del 1971

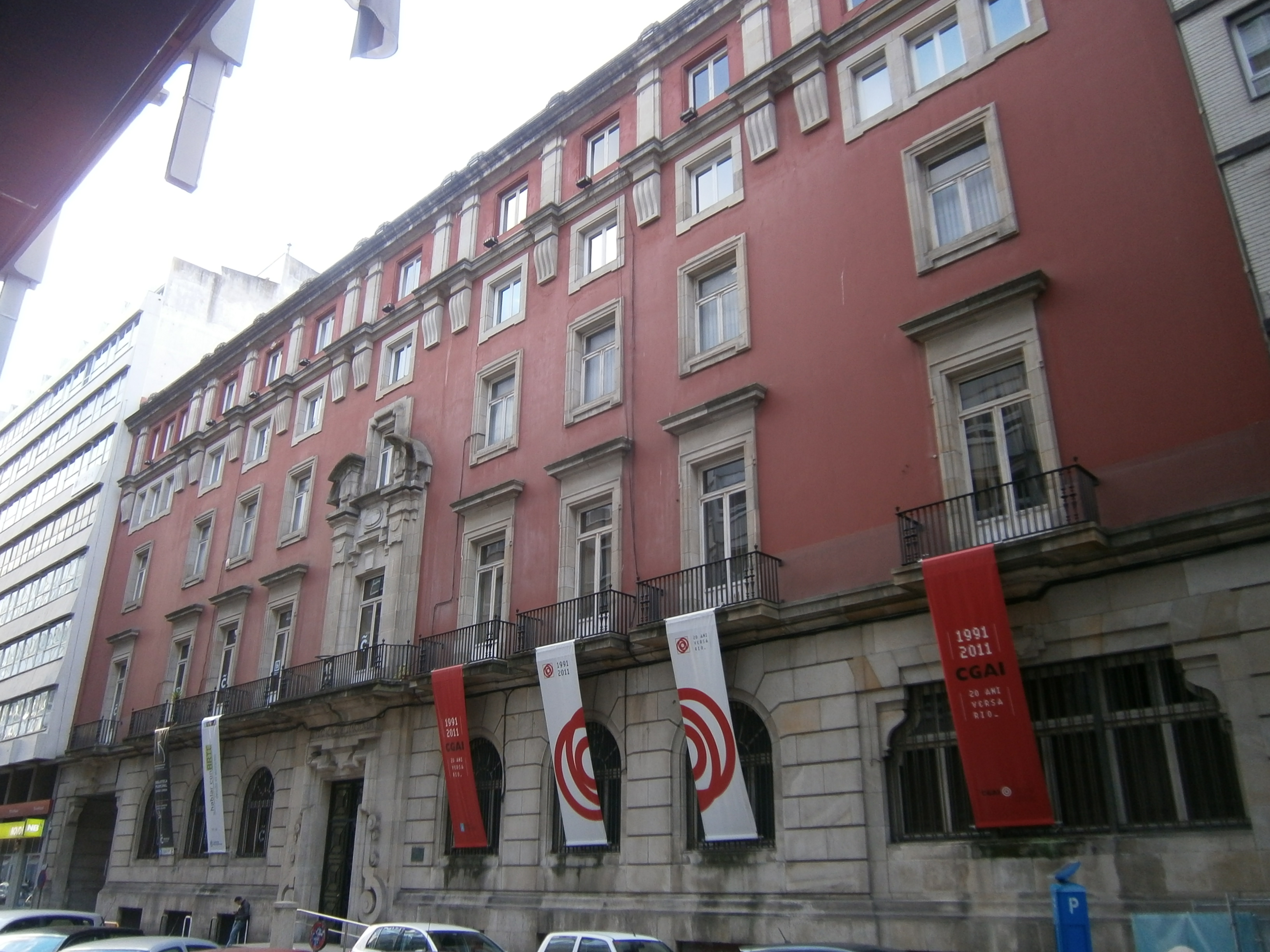
Seu del CGAI a la Casa da Cultura Salvador de Madariaga de Corunya.

La dècada de 1970 va marcar un canvi amb l'aparició de grups aficionats que van començar a filmar curtmetratges. El primer va ser el grup Lupa, nascut el 1971 a Santiago de Compostel·la i format per Euloxio Ruibal, Félix Casado i Roberto Vidal Bolaño, tots ells vinculats al teatre. Dos grups més amb un gran nombre de participants eren Image i Club Amateur. En aquest grup hi va participar Enrique Rodríguez Baixeras, que ja havia promogut el grup Enroba, en el qual havia dirigit pel·lícules com A morte do mariscal (1973) o O documento (1974), sobre un conte d'Ánxel Fole. Altres autors independents foren Eloy Lozano (Retorno a Tagen Ata, 1974) i Miguel Gato, que va dirigir A tola (1974), sobre un conte de Francisco Taxes, que fou segrestat pel Tribunal d'Ordre Públic.
Les associacions culturals gallegues i cineclubs que ja tenien tradició van continuar organitzant activitats a partir de les quals, per exemple, van sorgir les Xornadas de Cine de Ourense, que juntament amb l'exhibició de pel·lícules rodades a Galícia van celebrar un cicle de conferències.
A partir del 1975 es van crear diversos projectes per a la producció cinematogràfica, com ara NOS Cinematográfica Galega, el Patronato do Cine Galego o Rula Difusora Cultural Galega. En aquest moment va sorgir la figura de Víctor Ruppén, que va produir pel·lícules com O herdeiro, de Miguel Gato, o O pai de Migueliño, de Miguel Castelo. El 1980 es va estrenar el primer llargmetratge en gallec, Malapata, de Carlos Piñeiro. Tanmateix, les deficiències de la pel·lícula (fou concebuda com a curtmetratge i es va ampliar posteriorment) van provocar una difusió limitada i van provocar la desaparició del grup Imaxe.
Amb l’autonomia, es van establir institucions per a la producció i promoció del cinema gallec, però no van tenir continuïtat fins al nomenament de Luis Álvarez Pousa com a director general de Cultura el 1983. La nova política a favor de l’audiovisual va fer que el desembre de 1984 s'estremessin a Vigo els primers curtmetratges subvencionats, entre ells Mamasunción, de Chano Piñeiro. Cinc anys després, el cicle "Cinegalicia" va incloure l'estrena de tres llargmetratges: Continental , de Xavier Villaverde, Urxa, d'Alfredo García Pinal i Carlos Piñeiro, i Sempre Xonxa, de Chano Piñeiro, que va comptar amb més de setanta mil espectadors a Galícia. Amb l'expansió del vídeo van aparèixer èxits com A matanza caníbal dos garrulos lisérxicos, d'Antonio Blanco i Ricardo Llovo.
El 1991 es van crear el Centro Galego de Artes da Imaxe i l'Escola de Imaxe e Son, i a partir d’aquestes institucions van augmentar els estudis d'història, així com programes sobre cinema a la Televisió de Galícia i revistes especialitzades.
Durant la dècada de 1980, el nombre de sales de cinema a Galícia es va reduir de 168 a 97, perdent-se sobretot a les zones rurals, tot i que en els anys següents van augmentar gràcies a l'expansió dels multicinemes. Durant uns mesos fins i tot la ciutat de Pontevedra no va tenir sales de cinema.
Galícia també ha acollit festivals de cinema com el Festival de cinema d'humor de la Corunya (1972-1983), les Xornadas de Cine e Vídeo de Galicia do Carballiño (des de 1984), Cineuropa a Santiago de Compostel·la (des de 1988), o el Festival de Cinema d'Ourense (des de 1996) o el Festival de Cans (des de 2004).